# Sitio de Jotapata
El  sitio de Jotapata (también Yodfat o Yodefat), fue un asedio de 47 días realizado por el ejército  Romano contra la ciudad de Jotapata en Israel.  Tuvo lugar en el año 67 d. C., durante la primera guerra judeo-romana. Las tropas romanas estaban dirigidas por Vespasiano y su hijo Tito, ambos se convirtieron más tarde en emperadores. El sitio terminó con la victoria romana, el saqueo de la ciudad, la muerte de la mayoría de sus habitantes y la esclavitud del resto. Fue la segunda batalla más sangrienta de la guerra, superada solo por el sitio de Jerusalén, y la tércera más larga, tras el sitio de Jerusalén y Masada. La batalla fue relatada por el historiador Josefo,  que fue capturado por los romanos tras la acción.

## Antigua Jotapata

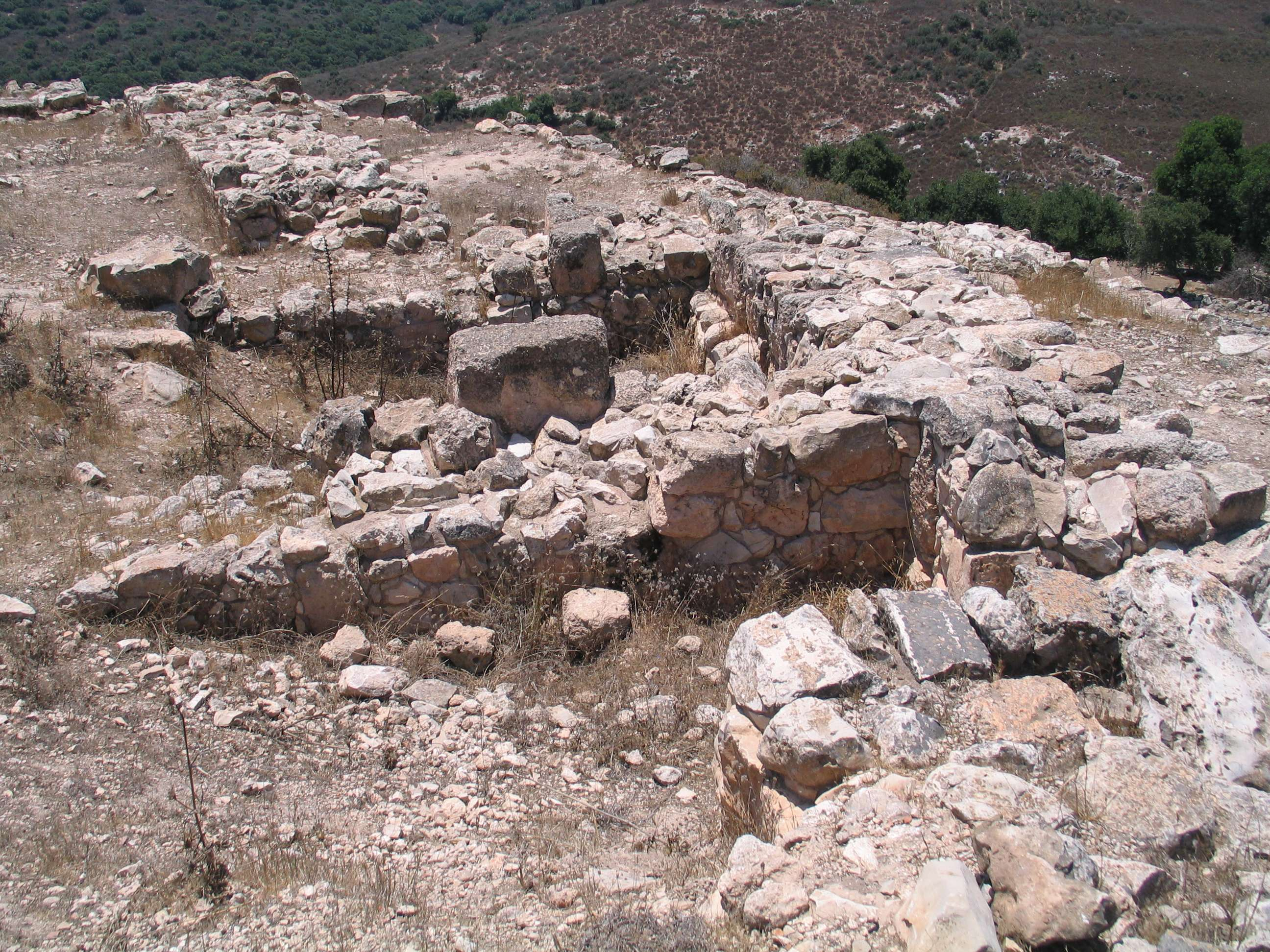
Ruinas de Jotapata.

La antigua ciudad de Jotapata se encontraba situada a 22 km al sureste de Acre, a 9 km al norte de Séforis y a 43 km al oeste del lago Tiberiades, en un entorno topográfico que contribuyó en gran medida a la defensa de la urbe. Estaba ubicada en una colina aislada, oculta entre altas cumbres, rodeada en tres de sus lados por pendientes de elevada inclinación. Solo era accesible fácilmente a través de un collado situado al norte. La exploración arqueológica ha encontrado vestigios que se extienden desde el comienzos del período helenístico (siglos IV y III a. C.) hasta la época romana. Parece que la ciudad alcanzó su cénit en el siglo I d. C., antes de la revuelta, cuando se expandió desde la cima de la colina hasta su meseta sur. Según Josefo la población en el momento del inicio del asedio era de alrededor de 40 000 personas, aunque los historiadores actuales creen que estas cifras fueron probablemente exageradas.

## Asedio
A principios de junio del 67 d. C., una fuerza romana de caballería compuesta por 1 000 jinetes llegó a Jotapata, seguida un día después por todo el ejército romano. Vespasiano situó su campamento al norte de la ciudad, frente al único acceso posible, y sus fuerzas procedieron inmediatamente a cercar la urbe para impedir la llegada de suministros desde el exterior. Al día siguiente intentaron un asalto contra la muralla que resultó un fracaso. Tras varias jornadas de lucha intermitente en las que los defensores realizaron incursiones exitosas contra las fuerzas romanas, Vespasiano decidió continuar con el sitio y esperar. El ejército romano comenzó a construir una rampa de asedio para hacer más fácil el acceso a las murallas. Como estos trabajos fueron dificultados por los judíos, Vespasiano situó 160 máquinas de guerra  ( catapultas y ballestas),  apoyadas por honderos y arqueros, para desalojar a los defensores de las murallas que impedían los trabajos de construcción.  Finalmente la rampa alcanzó la altura de las almenas, pero los judíos en respuesta elevaron la altura de la muralla para dificultar el acceso.
Los romanos utilizaron un ariete para intentar abrir un acceso a través de la muralla, en uno de estos intentos el mismo Vespasiano resultó herido por el impacto de una flecha. Este fracaso indignó tanto a los atacantes que continuaron bombardeando el muro durante toda la noche. Por la mañana se había creado una brecha y los romanos estaban listos para asaltar los muros. Los asediados, sin embargo, cargaron a través de la brecha, y cuando los romanos intentaron utilizar de nuevo el ariete, vertieron aceite hirviendo sobre ellos desde los muros e hicieron retroceder a los atacantes.
La siguiente estrategia de Vespasiano fue elevar aún más la rampa, y colocar en su cima tres torres de asedio, cada una de 15 m de altura, perfectamente protegidas por placas de metal, desde las que podían hostigar a los defensores. Las torres de asedio permitieron a los soldados romanos que se encontraban debajo completar sus trabajos, elevando la rampa hasta que superó la altura de las murallas de la ciudad.
| Ilustración de las distintas armas de asedio utilizadas en la Antigua Roma. Rampa Catapulta Muscolo Balista Onagro Tortuga Pluteo Torre con puente levadizo |

Cuando el asedio cumplía 47 días y la altura de la rampa sobrepasaba la muralla, un desertor judío reveló a los romanos la desesperada situación que se vivía en el interior de la ciudad e informó también sobre un detalle que resultó crucial para el desenlace final. Muchos defensores que debían permanecer de guardia, dormían durante las últimas horas de la madrugada. Al amanecer del día siguiente, el 20 de julio  del año 67 d. C., un grupo de romanos, probablemente dirigidos por el mismo Tito, escaló sigilosamente los muros, atacó y mató por sorpresa a varios centinelas y logró abrir las puertas, dejando vía libre a todo el ejército romano. Los judíos sorprendidos y con la visibilidad disminuida por una espesa niebla, quedaron confundidos, de tal forma que el ejército romano se apoderó rápidamente de la cumbre.
Según Josefo, alrededor de 40 000 judíos fueron asesinados o se suicidaron y 1 200 mujeres y niños fueron tomados como esclavos. Vespasiano ordenó demoler la urbe y derribar sus muros. Los romanos prohibieron el entierro de los caídos y hasta un año más tarde no se permitió a los judíos regresar para enterrar a los muertos.